# Raphael Lemkin

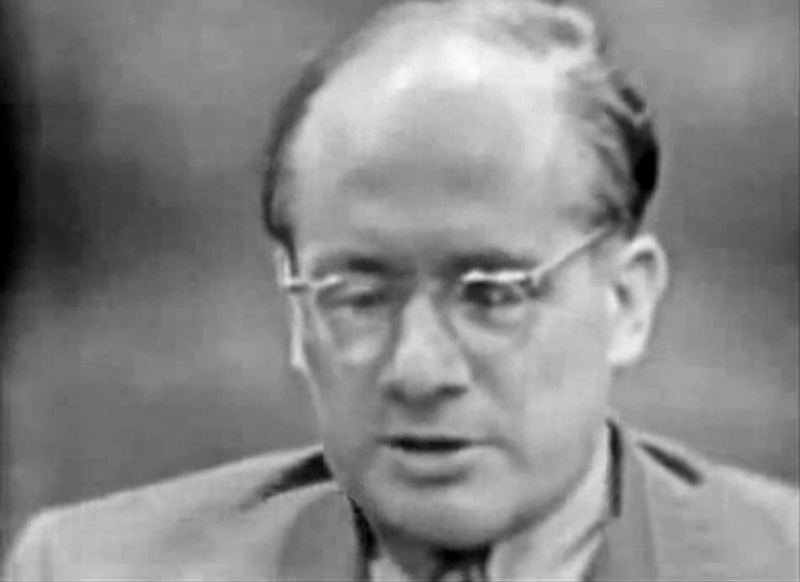
Raphael Lemkin in 1944

Raphael Lemkin, geboren als Rafał Lemkin, (Bezwodne (tegenwoordig Wit-Rusland), 24 juni 1900 – New York, 28 augustus 1959) was een Pools jurist van Joodse komaf. Hij is de geestelijke vader van het begrip genocide.
Lemkin studeerde aanvankelijk taalkunde in Lvov in Oost-Polen. Tijdens zijn studie werd stukje bij beetje in Europa bekend dat in het revolutionaire Turkije een massamoord had plaatsgevonden op de Armeniërs. Dit liet hem niet meer los, en hij stapte over naar de studie rechten.
Hij promoveerde aan de Universiteit van Heidelberg in 1929. Daarna doceerde hij in Warschau en was officier van justitie. Hij werkte mee aan de opstelling van een wetboek van strafrecht voor de jonge Poolse staat en vertegenwoordigde deze in een werkgroep van de Volkenbond voor de unificatie van het strafrecht.
Voor een conferentie in Madrid in oktober 1933 - waarbij hij overigens niet aanwezig was - schreef hij een pamflet waarin Lemkin voor het eerst pleitte voor internationale strafbaarstelling van georganiseerde moorden op groepen van de bevolking. Aanleiding was een moordpartij in het juist onafhankelijk geworden Irak onder de christelijke Assyriërs in dat land. Maar daarvoor waren de geesten nog niet rijp.
Ook niet in zijn eigen land, en Lemkin moest in 1934 ontslag nemen uit overheidsdienst. Hij ging zich als jurist met privaatrechtelijke kwesties bezighouden. Na de Duitse inval in 1939 sloeg hij op de vlucht en ontsnapte ten slotte naar Zweden.
Uiteindelijk kwam hij in de Verenigde Staten terecht, waar hij ging doceren aan een universiteit in North Carolina. Direct begon hij een campagne om de neutrale Verenigde Staten te bewegen tot deelname aan de oorlog. Hij waarschuwde president Roosevelt voor een massamoord op de Joden in nazi-Duitsland en de door dat land bezette landen van Europa. De president vroeg om geduld.
In 1944 publiceerde Lemkin zijn studie Axis rule in occupied Europe - Laws of Occupation, Analysis of Government, Proposals for Redress, waarin hij de uitroeiing van de Joden analyseerde als het "systematisch en planmatig vernietigen van een bevolkingsgroep". Aan deze omschrijving koppelde hij een neologisme: genocide. De van huis uit linguïst Lemkin stelde het woord samen uit "genos" (Grieks: volk) en het suffix -cide (van Latijn, caedere: doden).
Na de oorlog voegde de Amerikaanse regering Lemkin toe aan de staf van de hoofdaanklager bij het Tribunaal van Neurenberg. Het lukte hem om in de eisen (niet in de vonnissen) van Neurenberg het misdrijf van genocide erkend te krijgen. Maar bij de vredesconferentie van Parijs (1947) streed Raphael Lemkin tevergeefs voor de internationale strafbaarstelling en vervolging van volkerenmoord.
Hij gaf niet op, en na veel lobbywerk wist hij van de Algemene Vergadering van de Verenigde Naties de opdracht te krijgen om een ontwerpverdrag tegen genocide op te stellen. Op 9 december 1948 nam de Assemblée het verdrag unaniem aan. Lemkins levenswerk was voltooid. Dat levenswerk wordt beschreven in het boek Galicische Wetten van Philippe Sands. Lemkin overleed aan de gevolgen van een hartaanval op 59-jarige leeftijd.

## Onderscheidingen
1989: Four Freedoms Award voor godsdienstvrijheid